# 欧特伊勒
欧特伊勒（法語：Haute-Isle，法語發音：[ot il] ⓘ）是法国法蘭西島大區瓦兹河谷省的一个市镇，属于蓬图瓦兹区。

## 地理
欧特伊勒（49°5'1"N, 1°39'29"E）面积2.57 平方千米，位于法国法蘭西島大區瓦兹河谷省，该省份为法国北部内陆省份，北起瓦兹省，西接厄尔省，南至塞纳-圣但尼省、上塞纳省和伊夫林省，东临塞纳-马恩省。
与欧特伊勒接壤的市镇（或旧市镇、城区）包括：谢朗斯、穆瓦松、拉罗什吉永、韦特伊。
欧特伊勒的时区为UTC+01:00、UTC+02:00（夏令时）。

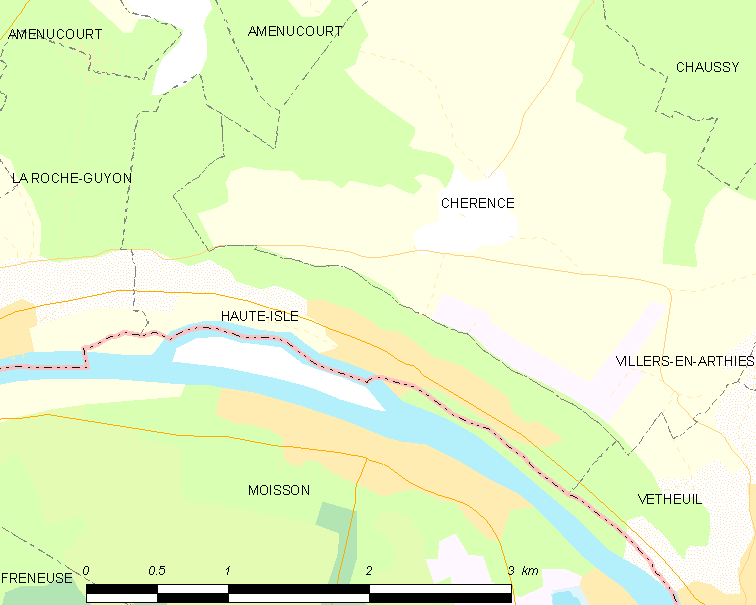
欧特伊勒的OSM定位图

## 行政
欧特伊勒的邮政编码为95780，INSEE市镇编码为95301。

## 政治
欧特伊勒所属的省级选区为沃雷阿勒县。

## 人口

1962-2008年间欧特伊勒人口变化图示

欧特伊勒于2022年1月1日时的人口数量为291人。